# Emmelia natalis
Emmelia natalis is een vlinder van de familie van de uilen (Noctuidae). De wetenschappelijke naam van deze soort is voor het eerst voorgesteld als Acontia natalis door Achille Guenée in een publicatie uit 1852.

## Verspreiding
De soort komt voor in het Afrotropisch gebied waaronder Eritrea, Ethiopië, Somalië, Oeganda, Kenia, Tanzania, Mozambique, Namibië, Botswana, Zimbabwe, Zuid-Afrika en Lesotho.

## Ondersoorten
- Emmelia natalis natalis (Guenée, 1852) (Oeganda, Mozambique, Namibië, Botswana, Zimbabwe, Zuid-Afrika, Lesotho)
  - = Acontia adulterina Wallengren, 1856
  - = Acontia formosa Butler, 1875
  - = Acontia parilis Wallengren, 1865
  - = Acontia rectangularis Aurivillius, 1879
- Emmelia natalis septentrionalis (Hacker, Legrain & Fibiger, 2010) (Ethiopië, Kenia, Tanzania)
  - = Acontia (Emmelia) natalis septentrionalis Hacker, Legrain & Fibiger, 2010